# Nephroma occultum
Nephroma occultum är en lavart som beskrevs av Wetmore. Nephroma occultum ingår i släktet Nephroma och familjen Nephromataceae.   Inga underarter finns listade i Catalogue of Life.